# Eisfreier Korridor

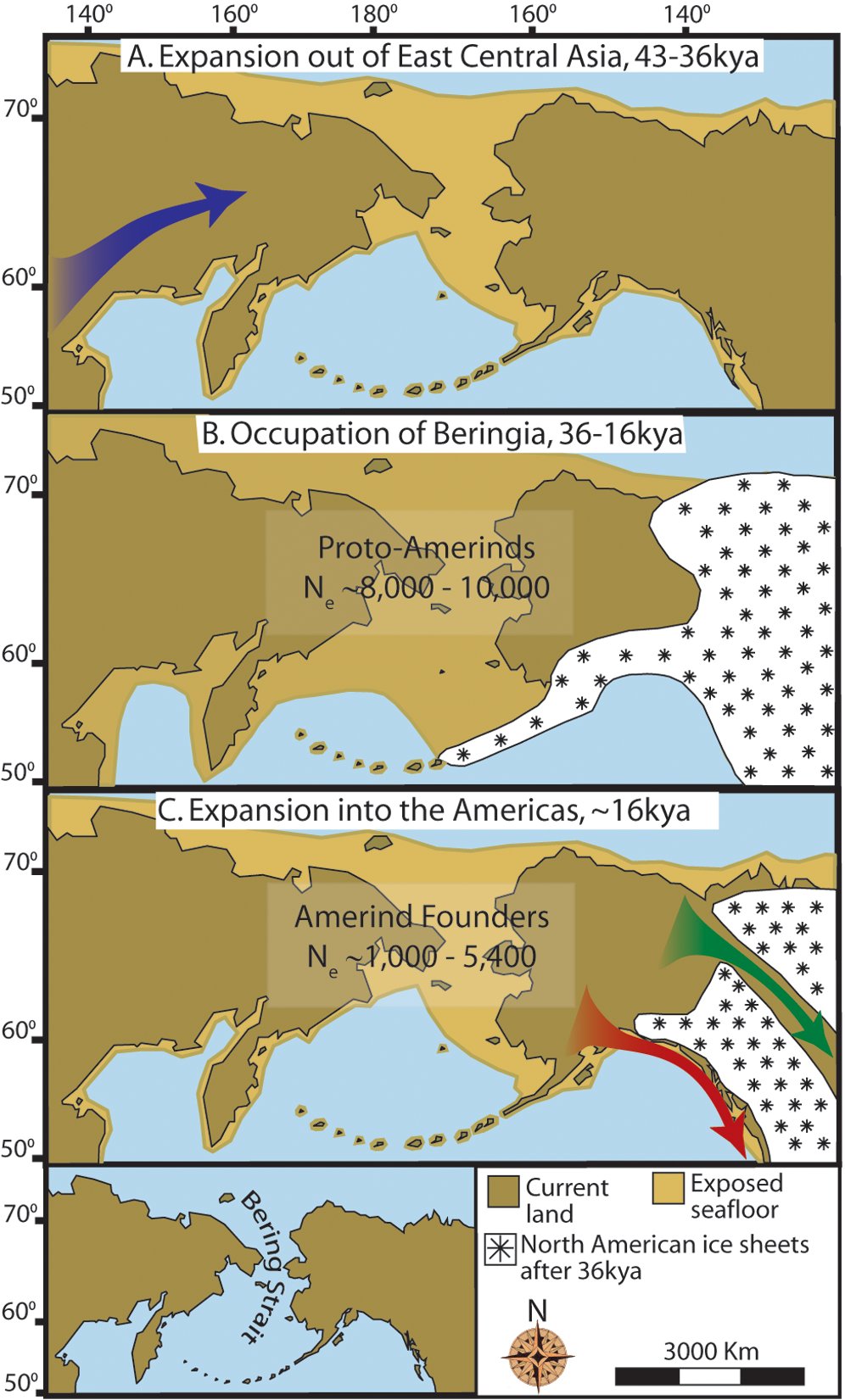
Karte von Beringia mit Eisfreiem Korridor (grüner Pfeil)

Als Eisfreier Korridor wird seit 1935 eine lange Zeit für möglich erachtete Einwanderungsroute der ersten Bewohner Nordamerikas bezeichnet, die am Ende der letzten Eiszeit frühzeitig abtaute und so einen Weg für die Besiedlung Amerikas freigegeben haben sollte.

## Lage und Datierungen
Der Begriff des Eisfreien Korridors wurde erstmals 1935 von dem schwedischen Geologen Ernst Antevs (1888–1974) verwendet. Die damaligen Kenntnisse über die Vergletscherung Nordamerikas (dort wird die letzte Kaltzeit als Wisconsin glaciation bezeichnet) und die menschliche Besiedlung im frühen Holozän waren gering, die These daher weitgehend spekulativ. 
Seitdem und besonders seit der Verfügbarkeit und Verbesserung von 14C-Daten ergibt sich ein detaillierteres Bild der Besiedlung Amerikas: Die ersten Menschen erreichten Alaska aus Sibirien über die Landbrücke Beringia, die wegen des  niedrigeren Meeresspiegels frei passierbar war. Diese Wanderungsbewegung wird auf etwa 15.000 Jahre Before Present (BP) datiert. Der weitere Weg nach Süden und in das Innere des Kontinents ist Gegenstand der Forschung (siehe: Besiedlung Amerikas). 
Zwei Routen der Paläoindianer werden wissenschaftlich diskutiert, entlang der Küste oder nach Osten über das heutige Gebiet des Yukon Rivers und weiter ins Innere des Kontinents und dann zwischen den großen Gletschermassen der nordamerikanischen Kordilleren und dem Laurentidischen Eisschild, dessen Zentrum etwa über dem Gebiet der Großen Seen lag, nach Süden. Diese zweite Route hätte die Tatsache genutzt, dass durch die Klimaänderung am Ende der Eiszeit zwischen den beiden Haupt-Eismassen frühzeitig ein eisfreier Korridor abtaute und für jagbares Wild und die ihm als Jäger und Sammler folgenden Menschen passierbar wurde. 
Jüngere Datierungen und Forschungen über die Paläogeographie der Region lassen an diesen Daten und der Existenz eines nutzbaren eisfreien Korridors zweifeln. Die Oberflächenexpositionsdatierung wurde in den 1990er Jahren entwickelt und gilt seit der Jahrtausendwende als verlässlich. Nach ihren Ergebnissen entwickelte sich im Zuge des Abtauens der großen Gletschergebiete im Zwischenraum, der als eisfreier Korridor angenommen wurde, ein flächendeckender Gletschersee, der erst etwa 10.300 BP in Einzelseen aufbrach und vorher eine Wanderung nach Süden durch das Gebiet verhinderte. Da im Inneren des Kontinents Funde von menschlichen Artefakten spätestens 13.200 bis 12.900 BP nachgewiesen sind, kann der eisfreie Korridor keine Rolle für die Besiedlung des Inneren des Kontinents gespielt haben. Zu diesen skeptischen Überlegungen passt, dass menschliche Spuren im Gebiet des eisfreien Korridors erst nach 11.000 BP in Frage kommen.